# Wellcome (Sozialunternehmen)
Die wellcome gGmbH (Eigenschreibweise: wellcome) ist ein bundesweit tätiges Sozialunternehmen, das Eltern entlastet, berät und vernetzt. Mit den  Angeboten der Praktischen Hilfe nach der Geburt, der Online-Plattform ElternLeben.de, dem Programm für Trennungsfamilien kindwärts und dem Spendenfonds werden Familien mit Zeit, Wissen, Netzwerk sowie finanzieller Soforthilfe unterstützt. 

## Begriffserklärung
Das Kofferwort „wellcome“ setzt sich aus den englischen Begriffen „wellness“ (engl. für: „Wohlbefinden“) und „welcome“ (engl. für: „willkommen“) zusammen. Dies soll symbolisieren, dass es hilfebedürftigen Familien gut gehen soll und Neugeborene willkommen sind.

## Leitmotiv
„Kindern geht es gut, wenn es den Eltern gut geht.“ 

## Geschichte
Die Geschichte von wellcome begann mit der Geburt der ältesten Tochter von Gründerin Rose Volz-Schmidt. Trotz ihrer Ausbildung als Sozialpädagogin und in harmonischer Partnerschaft lebend, fühlte sich Rose Volz-Schmidt nach einer schweren Entbindung und ohne familiäres Netzwerk vor Ort überfordert sowie erschöpft. Sie gründete 2002 wellcome mit dem Ziel, hilfebedürftigen Familien möglichst frühzeitig zur Seite zu stehen. 

## Organisation
Die wellcome gGmbH und ihre Angebote finanzieren sich überwiegend aus Spenden. Das gemeinnützige Unternehmen hat sich freiwillig zur transparenten Mittelverwendung verpflichtet und ist Unterzeichner der Initiative Transparente Zivilgesellschaft.

### Organisationsstruktur
„wellcome – Praktische Hilfe nach der Geburt“ ist ein bundesweites Angebot moderner Nachbarschaftshilfe. Familien werden im ersten Lebensjahr eines Babys unbürokratisch und niedrigschwellig durch Ehrenamtliche unterstützt. Das Angebot ist unabhängig von der sozialen Herkunft und dem Einkommen der Familien. Zu den Aufgaben der Ehrenamtlichen gehören die stundenweise Betreuung von Babys oder Geschwisterkindern sowie die Unterstützung bei verschiedenen Alltagsaufgaben.

### Die Social Franchise-Methode
Die wellcome gGmbH schließt als Franchise-Geberin Kooperationsverträge mit den Einrichtungen, die das wellcome-Konzept übernehmen und vor Ort umsetzen.
Kooperationspartner der Praktischen Hilfe nach der Geburt sind Einrichtungen, die bereits auf anderen Feldern professionell mit jungen Familien arbeiten. Dies können Familien-Bildungsstätten, Mehrgenerationenhäuser, Mütterzentren oder Beratungsstellen sein. Methodisch funktioniert Social Franchise in weiten Teilen wie kommerzielles Franchise mit dem Unterschied, dass es keine gewinnorientierte Verbindung zwischen Franchise-Geber und Franchise-Nehmer gibt. Multiplikation, Qualitätssicherung und Netzwerkarbeit werden gemeinsam mit den jeweiligen Landeskoordinationen umgesetzt, der Vertretung der wellcome gGmbH in dem jeweiligen Bundesland. Die Landeskoordination begleitet und berät die wellcome-Teams bei der lokalen Umsetzung des Angebots. Die wellcome-Teams stehen für die konkrete Umsetzung der Unterstützung von Familien durch Ehrenamtliche: Sie begleiten und akquirieren die Familien und Ehrenamtlichen und sorgen für die Vernetzung des Angebots vor Ort. Die Aufgaben der verschiedenen Akteure werden jeweils in einem Kooperationsvertrag festgehalten. 
ElternLeben.de ist eine werbefreie Online-Plattform der wellcome gGmbH für Eltern, die Mütter und Väter in jeder Elternphase entlasten und begleiten möchte. Durch unterschiedliche Formate bieten pädagogische Fachkräfte Eltern die Möglichkeit, sich sicherer im Umgang mit ihren Kindern zu fühlen und ihr Elternleben mit Gelassenheit sowie Lebensfreude zu erleben. Die Unterstützung erfolgt durch redaktionelle Artikel, Video-Seminare, Checklisten, Selbsttests und Handbüchern zu wichtigen Erziehungsthemen. Zusätzlich bietet www.ElternLeben.de eine persönliche Online-Beratung mit schnellen Reaktionszeiten. In einer deutschlandweiten Datenbank finden Nutzer praktische Hilfe und Angebote direkt vor Ort.
Das Besuchsprogramm kindwärts unterstützt Eltern nach der Trennung, damit sie die Bindung zu ihrem Kind aufrechterhalten können. kindwärts vermittelt an getrennt lebende Eltern private Gastgeberinnen oder Gastgeber und hilft mit Praxistipps, Beratung zur qualitätsvollen Umgangsgestaltung sowie professionellen Coachings.
Das Angebot wurde 2008 von der Religionspädagogin Annette Habert unter der Flechtwerk 2+1 gemeinnützige GmbH ins Leben gerufen und wird seit Mai 2024 von der wellcome gGmbH unter dem Namen kindwärts weitergeführt.
Mit dem Spendenfonds unterstützt die wellcome gGmbH punktuell und begrenzt Familien, die durch Trennung, Krankheit oder die Geburt von Mehrlingen in finanzielle Nöte geraten sind. Ist die Familie in das Netzwerk der wellcome-Kooperationspartner eingebettet, kann hierüber finanzielle Hilfe beantragt werden. Es werden ausschließlich Bedarfe gefördert, die nicht durch die öffentliche Hand abgedeckt sind.

## Politische Unterstützung
Die ehemalige Bundeskanzlerin Angela Merkel übernahm 2007 die bundesweite Schirmherrschaft für wellcome und behielt sie bis zum Ende ihrer Amtszeit 2021.
In den 14 Bundesländern, in denen wellcome vertreten ist, haben alle Sozialminister oder Sozialsenatoren die Schirmherrschaft für wellcome übernommen.
2012 luden Ministerpräsident Stanislaw Tillich und der damalige Bundespräsident Joachim Gauck zu einem Benefizkonzert der Sächsischen Staatskapelle Dresden in die Semperoper ein. Der Erlös kam der Praktischen Hilfe der wellcome gGmbH zugute.

## Auszeichnungen
- 2002: Bundessieger des Wettbewerbs startsocial unter dem Motto „Hilfe für Helfer“
- 2005: Anerkennungspreis (10.000 EUR) für Kinderschutz der HanseMerkur-Versicherungsgruppe
- 2006: Hamburger Bürgerpreis der CDU Hamburg
- 2009 und 2012: PHINEO-Wirkt-Siegel für wirkungsvolles, gesellschaftliches Engagement. Hierbei handelt es sich um eine Qualitätsempfehlung für Investitionen in gemeinnützige Organisationen.
- 2018: Gewinner des Social Reporting Champ in der Kategorie „Wirkungsmodell“, bei dem die überzeugendsten Jahresberichte im gemeinnützigen Sektor prämiert werden.